# Bystrá (Banská Bystrica)
Bystrá (in tedesco Steinkopf; in ungherese Sebesér) è un comune della Slovacchia facente parte del distretto di Brezno, nella regione di Banská Bystrica.

## Storia
Citato per la prima volta nel 1546 come villaggio appartenente al distretto minerario di Horná Lehota, assunse importanza nel XVIII secolo, quando vennero installate alcune fucine per la lavorazione del ferro.
Ha dato i natali allo scrittore František Švantner (1912-1950).